# Gianvito Martino
Gianvito Martino (n. Bergamo, Italia, 9 de agosto de 1962) es un neurocientífico italiano.

## Biografía
Estudió medicina y neurología en la Universidad de Pavía y realizó sus estudios de postgrado e investigaciones en Instituto Karolinska en Estocolmo y en la Universidad de Chicago. 
Martino lidera la División de Neurociencia del Hospital San Raffaele en Milán: enseña biología en la Universidad Vita-Salute San Raffaele y es profesor honorario en la Universidad Queen Mary de Londres.

## Investigación científica
Fue galardonado con el prestigioso Ambrogino d'Oro de la Ciudad de Milánes, es uno de los fundadores y presidente de la Asociación Italiana para la Neuroinmunología
(AINI), es uno de los fundadores de la Escuela Europea de Neuroinmunología, es el coordinador científico y Presidente Electo de la Sociedad Internacional de Neuroinmunología (ISNI). Gianvito Martino es autor de varias publicaciones científicas en revistas internacionales de alto impacto, sobre todo en esclerosis múltiple, "efecto espectador" (bystander effect) y plasticidad terapéuticas de las células madre, y, en general, en terapias génicas y terapias basadas en células madre para el tratamiento de la autoinmunidad del sistema nervioso central
.
Así mismo ha editado para la Editrice San Raffaele (Editorial San Raffaele), junto con Edoardo Boncinelli, el libro «Il cervello. La scatola delle meraviglie» (El cerebro. Una caja de maravillas) (2008), Y publicó La medicina che rigenera. Non siamo nati per invecchiare (Medicina regenerativa. No nacimos para crecer) (2009) y Identità e Mutamento. La biologia in bilico (Identidad y Mutación. Biología en suspenso ) (2010), ganador de la décima edición de Fermi Award-Città di Cecina para divulgación de la ciencia.